# Judith (opera)
Judith is de beoogde opera van Niels Gade.
Gade had de librettist Karl Schultes in 1847 ontmoet in Leipzig. Gade maakte furore als dirigent/componist van het Gewandhaus. Schultes kwam genieten van het cultuurcentrum rond die stad. Beide heren begonnen in dat jaar aan het schrijven van de opera Judith. Zij werden daarin dwarsgezeten door de politiek. De Eerste Duits-Deense Oorlog stond op uitbreken en in januari 1848 gaf Gade er de brui aan en moest in datzelfde jaar terugkeren naar Denemarken. Hij zag geen toekomst voor uitvoeringen van noch een Deense opera in Duitsland, noch een Duits libretto in Denemarken.
De opera bleef onvoltooid achter. De samenwerking had wel een resultaat: Reiter-Leben. Ook dat werk bleef onbemind/onbekend.